# Парламентские выборы в Норвегии (1879)
Парламентские выборы в Норвегии проходили в июне-декабре 1879 года. Хотя политические партии официально не существовали в стране до 1884 года, уже было представлено два широких движения: одно поддерживало шведского короля и существующую систему, а другое требовало реформы.
Выборы не проводились в конкретную дату, поскольку различные города и приходы проводили голосование по своему выбору. В результате выборы начались в июне и растянулись на нескольких месяцев до декабря. Право голоса было сильно ограничено. Женщины не имели избирательного права, а право голоса мужчин строго ограничивалось, в частности имущественным цензом. Было подсчитано, что только 2,5 % населения Христиании (ныне Осло) и 4,6 % населения страны в целом имели право голоса. Явка на национальных выборах составила 48,7 % (85 % в Христиании), и 114 представителей были избраны в Стортинг, что на три места больше, чем Стортинг, избранный в 1876 году.
Хотя официальных партий не было, существовали две неформальные группы, а именно «либералы» и «консерваторы». Оппозиция либералов, возглавляемая Йоханом Свердрупом, приобрела популярность особенно в сельских районах, в то время как консерваторы оставались самой популярной группой в городах. В Христиании консерваторы набрали около 1800 выборщиков, а либералы — около 600.

## Результаты
| Партия                                | Партия                                | Голоса | %    | Места |
| ------------------------------------- | ------------------------------------- | ------ | ---- | ----- |
|                                       | Независимые                           |        | 100  | 114   |
| Недействительных/пустых бюллетеней    | Недействительных/пустых бюллетеней    |        | -    | -     |
| Всего                                 | Всего                                 | 42 430 | 100  | 114   |
| Зарегистрированных избирателей / Явка | Зарегистрированных избирателей / Явка | 87,173 | 48.7 | -     |
| Источники: Nohlen & Stöver, NSSDS     |                                       |        |      |       |